# キラポジョ
キラポジョは、2009年から2014年に活動した日本のアイドルユニット。キラキラポジティブに頑張る女子の略称でキラポジョという。

## 概要
2009年秋より六本木を拠点に「キラキラ六本木女学院」として活動を開始し、2010年夏に「キラポジョ」に改称。現在はキラキラポジティブに頑張る女子の略称でキラポジョである。また結成当時からイメージカラーをメンバー別に分けているのが特徴のひとつである。
2014年7月13日の定期公演をもってメンバー全員が卒業となり、ユニットとしての活動が終了した。
その後 2015年1月になって、活動再開に向けて新メンバーの募集を発表したが、これ以降キラポジョの名前のユニットの活動は確認されていない。

### コンセプト
キラポジョは日本を元気に、世界を元気に、地球を元気にしていこうがスローガン。

## メンバー

### 活動終了時のメンバー
- 小宮山えりか（元ひめキュンフルーツ缶）
- 菅田音杏（スリジエ　星組）

### 卒業メンバー
（カッコ内は卒業後に所属したユニット等）
| - 山田麗奈 - 高島かりな - 山本優奈 - 櫻井結衣 - 高橋夢子（妄想キャリブレーション、BYOB） - 金井弥生 - 石渡理子（わがままジュリエット） - 西野真悠 - 廣庭愛 - ここあ - KaY（ナト☆カン） - 来生歌穂 - 尾家キミ - 恵美 - すずきゆか（福島ゆか）（楽遊アイドル編集部FINDS） - 月野みゆう - 浅倉美織 - 山城愛弓（micoooooズ） - 助川友梨 - 柳沢雪子 - 瀬川結佳（Short Story） - 永井智未 | - 森カノン（仮面女子、アリス十番、ぴゅあふる） - 市川みき - 希本葵 - みさきちかこ - 柳里穂（葉月ゆめ） - 荘里菜子 - 佐倉レイナ - 朝倉みかん - エレイナ - 山本リオナ - 山岸まり - 中谷あすみ - 円田春香（CANDY GO!GO!） - 星川だりる - 間宮照子 - 佐倉朋香 - 清水彩花 - 泉沢紋音 - 関根優実（CANDY GO!GO!） - 佐伯かな（CANDY GO!GO!） - 長澤遙香 |

## 略歴

### 2009年
- 10月　  デビュー前にして、日中韓3か国共同事業「100万本の植林活動」植林親善大使に就任。
- 11月　  中国のクブチ砂漠にて「キラポジョの森」石碑除幕式に出席、日本の芸能界として初めて中華全国青年連合会より栄誉賞を授与される。
- 12月　  インディーズレーベルのCross Recordsより「LOVE & HUSTLE / 地球キラリ」でCDデビュー。

### 2010年
- 1月25日 初ライブでを渋谷・clubsaiaで行う。チケットをSOLD OUT。
- 3月21日 日本青年訪中代表団の一員として中国を訪問。ライブやファッションショーを行なう。（ - 3月27日）
- 4月5日 小渕基金の植林代表団に参加し、訪中。ライブや植林活動を行なう。（ - 4月13日）

尾家キミが(社)日本海外協会の「100万本の植林活動」植林特任大使に就任。
- 日本全国から100件を越えるライブのオファーが殺到。都内のライブハウスを中心に月平均20本のライブを勢力的に行なう。
- Webmoney、美人時計×PENTAXの各CMに出演。アパレル会社とのコラボによりCircus & Coのモデルを務める。
- DMM.comにてライブチャット番組に多数出演。
- 7月5日 冠番組「キラポジョTV 放課後のトキメキトーク☆」 (USTREAM) 放送開始。
- 7月9日 サエキけんぞうプロデュースによるオムニバスCDアルバム「TOgether」に楽曲「あー!もう好き!」を提供（7月9日発売）。
- 7月21日 クラウン徳間ミュージックより「KIRAKIRA☆ウェディング」にてデビュー。
- 8月16日 渋谷AXでのライブに出演。
- 8月18日 タワーレコード新宿店にてインストアライブ。
- 8月27日 DMM.comに特設ページ開設。
- 9月27日 渋谷AXでのライブに出演。
- 10月6日 2つ目の冠番組「キラポジョぷりっ♪」（あっ!とおどろく放送局）放送開始。
- 10月30日 バリ島でbalideep 2010に来場。
- 11月12日 町田・デザイン専門学校にて「衣装デザイン選手権」「キャラクターデザイン選手権」を開催。
- 11月20日 カンボジアでウォーターフェスティバルに参加。

### 2011年
- 1月 ユーキャンの全国テレビCMに出演。向井理と共演。
- 2月13日 渋谷DESEOにてワンマンライブ開催。山城愛弓の正規メンバー昇格を発表。ここあ、小宮山えりかの研修生としての加入を発表。
- 4月17日 ワールド女子プロレス・ディアナの旗揚げ戦＠ディファ有明にて「Diamonds」がSareee選手の入場テーマ曲として披露される[2]。
- 4月20日 クラウン徳間ミュージックより メジャー2ndシングル「Diamonds」発売。プリンセスプリンセスの名曲をアイドルサウンドでカバー。
- 4月23日 キラポジョ主演ドキュメンタリー映画「DIAMONS」がシネマート六本木にて公開(5月6日まで)。主題歌「Diamonds」。
- 5月22日 来生歌穂が正規メンバーに昇格。
- 7月24日 キラポジョ主演ドキュメンタリー映画「DIAMONS」が新潟市民映画館シネウインドで公開。
- 7月29日 キラポジョ主演ドキュメンタリー映画「DIAMONS」、キラポジョ初のアイドルイメージDVD「放課後のトキメキ～キラポジョ～」同時発売。
- 8月8日 原宿アストロホールにて恵美、すずきゆか、月野みゆう、浅倉美織、山城愛弓の卒業ライブ。
- 9月24日 赤坂BLITZでのライブに出演。
- 12月3日 山梨県甲府市朝日通り商店街クリスマスイルミネーション点灯式に出演。
- 12月4日 山梨県甲府市B級グルメイベント「よっちゃばれ市」にライブ出演。
- 12月7日 小宮山えりか、西野真悠、長澤遥香、櫻井結衣、菅田音杏が正規メンバー入り。西野真悠と櫻井結衣は副生徒会長に就任。
- 12月30日 赤坂BLITZでのライブに出演。

### 2012年
- 2月2日 3つ目の冠番組「キラポジョMAX乙女心」（ニコ生公式）放送開始。
- 2月19日 渋谷グランデにてワンマンライブ『空を見上げよう～ココから世界へ～』を開催
- 3月11日 プロレスリング・ファイブ旗揚げ戦にキラポジョとして参加。団体テーマ曲「もっと勇気」を提供。
- 3月19日 横浜BLITZでのライブに出演。
- 3月24日 生徒会長の尾家キミが卒業。櫻井結衣が副生徒会長からリーダーに、西野真悠が副生徒会長改め副リーダーに就任。
- 3月25日 『キラポジョLIVE2012 ～ココから世界へ～』全国6か所での春の全国ツアーが名古屋からスタート。
- 3月31日 築地で行われた東日本大震災復興イベントに参加。
- 4月1日 渋谷グランデにてツアーファイナルワンマンライヴ『空を見上げよう2012 ～ファイナル～』を開催。
- 4月13日 総合プロデューサーが籠尾訓一に交代。
- 5月3日 プロレスリング・ファイブ2ndにてパフォーマンス人気投票が行なわれる。
- 5月19日 スカパー放送アイドルチャンネルにLIVE出演。（司会はアイドリング!!!の酒井瞳）
- 6月2日, 3日 代々木公園で行なわれた環境省主催のイベント「エコライフ・フェア2012」に出演。
- 6月17日 櫻井結衣＆山本優奈（キラポジョ）の新ユニットが始動。新曲「涙、停まらない ～the tear of regret～」を発表。
- 7月15日 渋谷でエコ活動の一環としてキラポジョ・ゴミ０（ゼロ）運動を開始。
- 7月15日 初のオフィシャルフォトブックvol.1「OH!NO×青春」を発売。
- 7月15日 新曲「君 だ・か・ら！！」を発表。
- 7月19日 櫻井結衣＆山本優奈（キラポジョ）が新曲「Separation」を発表。
- 7月22日 山田麗奈が正規メンバーに昇格。
- 8月4日 高知市野球場（四国アイランドリーグplus）にて櫻井結衣が国歌斉唱、長澤遙香が始球式を行う。
- 8月9日 第59回よさこい祭り『チーム祭屋』に参加。
- 8月13日 高知市にてゴミ０（ゼロ）活動を行い、地元テレビ局のお昼のニュースで放送される。
- 8月13日 高知市においてキラポジョライヴ『真夏の恋のマルシェ』開催。
- 8月20日 逗子海岸で行われた『音霊』に出演。
- 8月25日 さいたまスーパーアリーナで行われた世界最大級のアニソンライブイベント「Animelo Summer Live」に出演。
- 9月7日 テレビ朝日『ぷっ』すまにメンバー全員が出演。
- 9月9日 渋谷グランデにて本年3回目となるワンマンライブ『StartingOver ～覚醒～』を開催。
- 9月9日 櫻井結衣＆山本優奈（キラポジョ）三曲入りCD『涙、停まらない～the tear of regret～』を発売。
- 9月9日 オフィシャルフォトブックvol.2「君だから！！」を発売。
- 9月9日 新曲「ステージ」を発表。
- 9月15日 第一回定期公演『恋の庭』を開催。満員の観衆を動員。
- 9月23日 アメーバスタジオ『キラポジョのドンドンLOVE!!』プレミアム生放送開始。
- 9月24日 新曲「Only for you!」を発表。
- 9月26日 テイチクエンタテイメントから発売された『次世代アイドル革命』コンピレーション・アルバムに参加。
- 9月29日 櫻井結衣＆山本優奈（キラポジョ）が新曲「Changeling」を発表。
- 10月2日 ちびポジョが新曲「スパイダー」を発表。
- 10月7日 新曲「limited」を発表。
- 10月20日 甲府市『甲府大好きまつり』でメインステージ。「ビートtoビート」にも出演。
- 11月3日 第二回定期公演『恋の庭～アイドル文化の日～』を開催。
- 11月3日 新曲「OH!NO×青春」を櫻井結衣＆山本優奈（キラポジョ）が「恋の庭」を、ちびポジョがリアレンジされた「NEWダーリンちゅ」を発表。
- 11月10日, 11日 築地本願寺主催「キズキナサイ」に出演。全国のゆるキャラと銀座をパレードし、本願寺ではステージも披露。
- 11月17日 第1回キラポジョファンフェスタを開催しシークレットライヴにて新曲「SAYONARAロコモーション」を発表。
- 12月15日 高知県高知市で行なわれた「グループアイドル高知大侵略」にメインゲストで出演。
- 12月20日 お台場ZEPP divercity TOKYOで行なわれた『Roppongi Fashion Year×GENKIDAMA × vol.38』にLIVE出演。
- 12月23日 渋谷グランデにて本年4回目となるワンマンライブ『WHITE ILLUSION　～キラポジョと一緒にMerry X'mas～』を開催。キラポジョが「君にエールを！」菅田音杏が「世界キラキラ物語」櫻井結衣withDUALSHOCKが「私はロボット」「OVERDRIVE SENSATION」長澤遥香が「恋するわたし」と5曲の新曲を発表。重大発表にて2013年6月9日東京キネマ倶楽部でのワンマンライブ開催。山本優奈の正規メンバー昇格。研修生の高橋夢子、レッスン生の金井弥生、石渡理子の3人が2013年1月19日LIVEGATETOKYOLIVEでのLIVEを最後にキラポジョを脱退すること、及びスピンオフユニットのちびポジョとポジョっ娘クラブの解散も同日されると発表。脱退したメンバーは新グループとして1Seg（ワンセグ）を結成する。
- 12月29日 キラポジョ初の主催ライブ『Dream on Stage vol.1  ～Dream on Stage 開幕戦～』を開催。

### 2013年
- 1月6日 イオン高知で行われたFM高知『新春福袋ラジオ』のステージにメイン出演。
- 1月14日 櫻井結衣＆山本優奈（キラポジョ）が新曲「ラフカットされた純情」を発表し、ユニット名を「WhiteLips」に改名。
- 1月19日 LIVEGATE TOKYOにて開催されたDream on Stage vol.2 ～DEPARTURES～『ちびポジョ＆ポジョっ娘クラブ解散LIVE』にてちびポジョ、ポジョっ娘クラブが解散。
- 1月20日 定期公演『恋の庭vol.3』～櫻井結衣・長澤遥香生誕祭～を開催。キラポジョのテーマ曲となる新曲「KIRAPOJO WONDERLAND」を発表。
- 1月20日 LIVEGATE TOKYOにて主催イベントDream on Stage vol.3『第1回熱闘アイドル甲子園』を開催。全国各地（長野、山梨、兵庫、和歌山、大阪、高知、栃木、東京）からアイドル全10グループが参加。キラポジョも西東京代表として出場。
- 3月3日 カエーレコードよりキラポジョ4thシングル「君だから！！」発売。
- 3月10日 定期公演『恋の庭vol.4』～山田麗奈生誕祭～を開催。新曲「黄昏はいつも風の中に」を発表。オフィシャルフォトブックvol.3「黄昏はいつも風の中に」発売。
- 3月10日 LIVEGATE TOKYOにて主催イベントDream on Stage vol.4『Discover New Heroine  ～飛び出せ未来の新星～』を開催。WhiteLipsとして出演した山本優奈が個人投票で3位を獲得。
- 3月31日 渋谷グランデにてキラポジョが現メンバーになってからの1周年記念ＬＩＶＥ！SPRING FEVER～君にエールをAnniversary～を開催。
- 4月1日 大阪府堺市にある「ハーベストの丘」初代マスコットガールに山田麗奈が就任。
- 4月14日 定期公演『恋の庭vol.5』～小宮山えりか生誕祭～を開催。新曲「桜舞う恋せし乙女」を小宮山えりかがソロで発表。
- 4月14日 カエーレコードよりキラポジョ5thシングル「KIRAPOJO WONDERLAND」発売。
- 4月14日 LIVEGATE TOKYOにて主催イベントDream on Stage vol.5『歌姫たちの夜会　～プロローグ・水に挿した花～』（ソロイベント）を開催。菅田音杏がDUALSHOCK（NEA）として出演し投票1位で優勝する。
- 4月20日 CD&DLでーた別冊 『GIRLS-PEDIA』創刊号に長澤遥香と山本優奈が18Pずつグラビアに登場。
- 5月4日, 5日　大阪府堺市「ハーベストの丘」でキラポジョアイドル体験とスーパーライヴを1日2回開催する。
- 5月19日 定期公演『恋の庭vol.6』～promise～を開催。
- 5月25日 チバテレビ「サンドウィッチマンクイズ THE PRICE SHOW」に長澤遥香、菅田音杏、山本優奈が出演。
- 6月1日 チバテレビ「サンドウィッチマンクイズ THE PRICE SHOW」のエンディングにてキラポジョ5thシングル「KIRAPOJO WONDERLAND 」のPVが放送され、以後6月中はエンディングで放送される。
- 6月9日 東京キネマ倶楽部にてワンマンライブKIRAPAJOWONDERLANDを開催。櫻井結衣が卒業。
- 6月15日 第2回キラポジョファンフェスタを開催。
- 6月16日 定期公演『恋の庭vol.7』～NeverGiveup！～を開催。山本優奈が卒業。
- 6月16日 DREAM ON STAGEvol.6 ～Phoenix or Phenex～にてバンド形態による『キラポジョフェニックス』で登場。
- 7月14日 定期公演『恋の庭vol.8』～SAYONARA～KONNICHIWAと菅田音杏生誕祭～を開催。新曲「情熱のフラメンコ」を発表し、新研修生として宝来愛美、高島かりな、栗見奈音々をお披露目。

### 2014年
- 4月 リーダーの長澤遙香が卒業。
- 7月13日 『恋の庭vol.14』菅田音杏＆小宮山えりか卒業～菅田音杏生誕祭～ にて、残っていたメンバー2名が卒業。活動休止となる[3][4]。

### 2015年
- 1月15日 活動再開に向けて新メンバーの募集を発表[1][5]。

## 作品

### シングル
- 「Love & Hustle/地球キラリ」（2009年12月12日）[BMS0001]
  1. Love & Hustle（作詞：泉忠司 / 作曲：yoshy）
  2. 地球キラリ（作詞：泉忠司 / 作曲：yow-hey）
- 「KIRAKIRA☆ウェディング」（2010年7月22日）[YZXL-5022]
  1. KIRAKIRA☆ウェディング（作詞：泉忠司 / 作曲：関和則）
  2. ファイティングポーズ（作詞：泉忠司 / 作曲：岡部武志）
- 「Diamonds」（2011年4月20日）[YZXL-5030]
  1. Diamonds（作詞：中山加奈子 / 作曲：奥居香）
  2. Darlingチュッ♡（作詞：泉忠司　/ 作曲：yoshy）
- 「涙、停まらない～the tear of regret～」（2012年9月9日）櫻井結衣＆山本優奈（キラポジョ）[cae-0001]
  1. 涙、停まらない～the tear of regret～（作詞：籠尾訓一 / 作曲：yoshy）
  2. Separation（作詞：籠尾訓一　/ 作曲：及川康平）
  3. Changeling（作詞：籠尾訓一　/ 作曲：トシユキタカミ）
- 「君だから！！」（2013年3月3日）[cae-0002]
  1. 君だから！！（作詞：籠尾訓一 / 作曲：yoshy）
  2. ステージ（作詞：籠尾訓一 / 作曲：yoshy）
- 「KIRAPOJO WONDERLAND 」（2013年4月14日）[cae-0003]
  1. Starting Over（作曲：トシユキタカミ）※OPSE
  2. KIRAPOJO WONDERLAND（作詞：籠尾訓一 / 作曲：hidexxx / 編曲：トシユキタカミ）
  3. OH!NO×青春（作詞：籠尾訓一 / 作曲：トシユキタカミ）

### 映像作品
- 「DIAMONS」（2011年7月29日）[MX-440S]

友情、苦悩、裏切り…アイドルのリアルな現実を描く、キラポジョのライブ＆ドキュメンタリー。DVD版特典映像付。
- 「放課後のトキメキ ～キラポジョ～」（2011年7月29日）[MX-441S]
- 2011年12月3日＆4日の山梨遠征のドキュメンタリー映像。（90分）

チャプターリスト
- - メンバーメッセージ・イルミネーション点灯式・食事風景
  - メンバーお迎え・サプライズ誕生会・よっちゃばれ市 ライヴ（1回目）
  - よっちゃばれ市 ライヴ（ラストステージ）・特典映像（帰り道）
- 空を見上げよう〜ココから世界へ〜（90分）2012・2・19　渋谷グランデ

## 出演

### 地上波放送
- くりぃむナントカ（テレビ朝日 2011年11月）
- 『ぷっ』すま（テレビ朝日 2012年9月）
- TBS系「じゃらんじゃらんモーニング」など地方局番組多数出演
- アイドルライヴＴＶ（テレビ埼玉 2011年10月）
- SANDWICH-MAN QUIZ THE PRICE SHOW（チバテレビ 2013年5月）

### 衛星放送
- CSスカパー放送アイドルチャンネル多数出演
- BS11 秋葉系アイドルチャンネル（2011年）
- CSスカパー放送アイドルSMSライヴ放送（つくばＴＶ）（2011年、2012年他）
- CSスカパー放送「あいどる一番星」（2012年5月）

### ネット放送
- 「キラポジョTV 放課後のトキメキトーク☆」（アボカドチャンネル、USTREAM、2010年7月5日 - ）
- 「キラポジョぷりっ♪」（あっ!とおどろく放送局、2010年10月6日 - 2012年3月）
- 「キラポジョのドンドンＬＯＶＥ！！」（アメーバスタジオ、2012年9月23日 - ）

### 映画
- 「DIAMONDS」（2011年4月23日公開 配給：マクザム）

監督：風神　主演：月野みゆう・尾家キミ・恵美・すずきゆか・浅倉美織・山城愛弓・助川友梨・来生歌穂・瀬川結佳・永井智未・柳沢雪子・ここあ・小宮山えりか

### 雑誌
- ドカント（2012年2月）
- オートアップ（2012年4月号）
- BUBKA(ブブカ)（2012年7月号）
- リングスター（2012年3月、7月）
- サーカスMAX（2012年9月号）
- グループアイドル全力応援スペシャル（2012年10月号）
- CD&DLでーた別冊 『GIRLSーPEDIA』（2013年4月創刊号）

### ラジオ
- GOGOラジオハイ琢己です！（2012年3月）
- ラジオNIKKEI「イケラジ！」（2012年7月）
- シティエフエム（2012年3月、8月）
- FM高知（2012年3月、8月）

### 新聞（記事）
- 四国新聞（2011年5月）
- 読売新聞（2012年3月）
- 朝日新聞EXニュース（2012年4月）
- 愛媛新聞（2012年6月）
- 高知新聞（2012年8月）
- 朝日新聞EXニュース（2012年9月）

## 派生ユニット
- キラポジョフェニックス - バンド形態のキラポジョ。キラポジョの曲をバンド編曲しパフォーマンスするユニット。
- 1Seg - 高橋夢子、金井弥生、石渡理子がキラポジョ脱退を命じられ新たに結成したアイドルユニット。
- WhiteLips - 櫻井結衣、山本優奈によるユニット。
- DUALSHOCK - 櫻井結衣、菅田音杏、山田麗奈で結成されたダンスパフォーマンスを重点においたスピンオフユニット。ヘッドセットを使用し構成メンバーによって様々な形態になる。
- ファイブガールズ - プロレスリング・ファイブ5人のパフォーマンスユニット。センターは山田麗奈。
- キラポジョ歌劇団 - 全メンバーから選抜された舞台活動などを中心に行うキラポジョの劇団。
- D☆EGGS - キラポジョ研修生により結成された姉妹ユニット。

### D☆EGGS
- 2013年7月17日、7月14日にお披露目されたばかりの新人研修生である宝来愛美、栗見奈音々、高島かりなの3名により結成。
- 8月2日、宝来愛美が体調不良により芸能活動休止を発表。
- 8月10日、新宿レッドノーズにてデビューライブ『D☆EGGSデビュー無料ライブイベント!with カレーパーティでみんな祝ってね!』を開催。
- 9月13日、高島かりなが急性白血病の疑いにより芸能活動休止。
- 9月23日、『恋の庭Vol.10』において、ゲスト出演した『えどKB』のメンバーであるりおんぬが、櫻木りおんとして加入。
- 2014年1月20日、元『れいしゅしゅ』の岡田琴衣の加入が発表される。
- 1月26日、新宿レッドノーズにて『D☆EGGS初ワンマンライブ!! FutureWay ～背伸びとは言わせない～』を開催。2014年3月のCDデビューを賭け77人の動員目標を掲げたが41人の動員に終わり、CDデビューとはならなかった。
- 1月27日、栗見奈音々と櫻木りおんの研修生から正規所属タレントへの昇格と、『D☆EGGS』の『キラポジョの研修生ユニット』から『キラポジョの姉妹ユニット』への昇格を発表した。
- 2月6日、研修生として粕谷はるのの加入が発表される。
- 3月4日、研修生として一二三茜の加入が発表される。
- 4月2日、研修生として森田光結の加入が発表される。
- 4月27日、2ndワンマンライブにて栗見奈・櫻木・岡田・粕谷・一二三・森田の6名で『Loveme Kissme』を結成。6月にCDデビューする事が発表される。また、粕谷・森田両名は引き続き『D☆EGGS』の活動も平行して継続していく事が発表された。(詳細についてはLoveme Kissmeの頁を参照。)
- 6月24日に東京・池袋のライブハウスBlack Holeで開催された『ガールズサミットFree!!』では粕谷はるの・森田光結の2人の他に、デビュー同期の一二三茜を加えて『一二三&D☆EGGS』として活動を開始するも、7月23日に粕谷はるのが持病の悪化を理由に無期限活動休止となる。
- 11月9日より『FUNKASTICK☆JAM』のメンバーMIYUが加入し、森田光結とMIYUのユニットとして再始動した。
- 2015年4月12日、朝倉愛望・石橋優香・柏木えり子・東雲海・水澤杏樹・希崎来実の6名を加えた8名で活動する事が発表された[6]。その後、柏木えりこ・東雲海・水澤杏樹は脱退し5名体勢になる。
- 7月26日、期間限定で『FUNKASTIC☆JAM』よりHikariとMiokaの加入が発表される。
- 9月27日、森田光結が卒業。
- 10月31日、水野歩菜が新メンバーとして御披露目される。
- 2016年2月1日、オールプランニングより、ラブリースマイルの愛音と木下瑠夏の移籍が発表された。
- 12月25日、新宿RUIDO K4にて行われたライブを以て解散。